# Vorstendom Schaumburg-Lippe

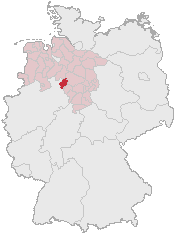
Locatie van Schaumburg-Lippe in het huidige Duitsland

Het vorstendom Schaumburg-Lippe (Duits: Fürstentum Schaumburg-Lippe) was een Duitse staat die bestond van 1807 tot 1918. Het behoorde achtereenvolgens tot de Rijnbond, de Duitse Bond, de Noord-Duitse Bond en het Duitse Keizerrijk. Het land werd geregeerd door het Huis Schaumburg-Lippe, een zijtak van het Huis Lippe. De hoofdstad en het hof waren gevestigd in Bückeburg.
Schaumburg-Lippe lag in het noordwesten van Duitsland en bestond uit een klein maar aaneengesloten territorium aan de noordelijke rand van het Wezergebergte. In het noorden van het vorstendom lag het Steinhuder Meer.
Door de ontbinding van het Heilige Roomse Rijk in 1806 werd het graafschap Schaumburg-Lippe een soeverein land. In 1807 sloot de graaf zich aan bij de door Napoleon gedomineerde Rijnbond, waarbij hij de titel vorst aannam. Op het Congres van Wenen in 1815 werd de soevereiniteit van Schaumburg-Lippe bevestigd en trad het vorstendom toe tot de Duitse Bond. Tijdens de Oostenrijks-Pruisische Oorlog in 1866 koos Schaumburg-Lippe aanvankelijk de zijde van Oostenrijk, maar na de Oostenrijkse nederlaag trad het land toe tot de door Pruisen opgerichte Noord-Duitse Bond. In 1871 werd het vorstendom een van de deelstaten van het Duitse Keizerrijk. Tijdens de Novemberrevolutie van 1918, aan het einde van de Eerste Wereldoorlog, moest de vorst aftreden en werd Schaumburg-Lippe een vrijstaat.

## Geschiedenis

### Voorgeschiedenis

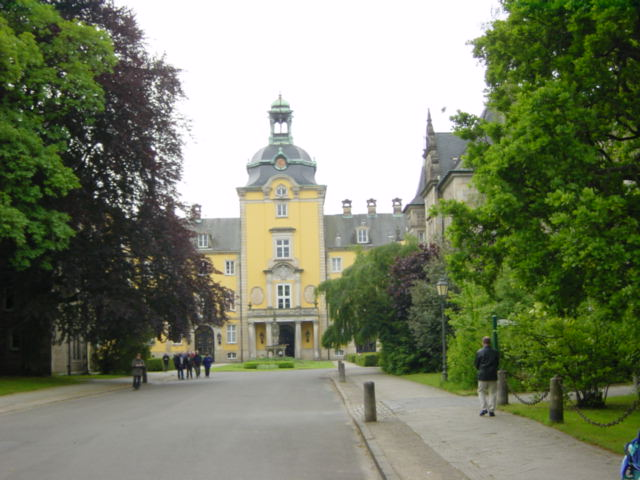
Slot Bückeburg waar de vorstelijke familie tot op de dag van vandaag woont
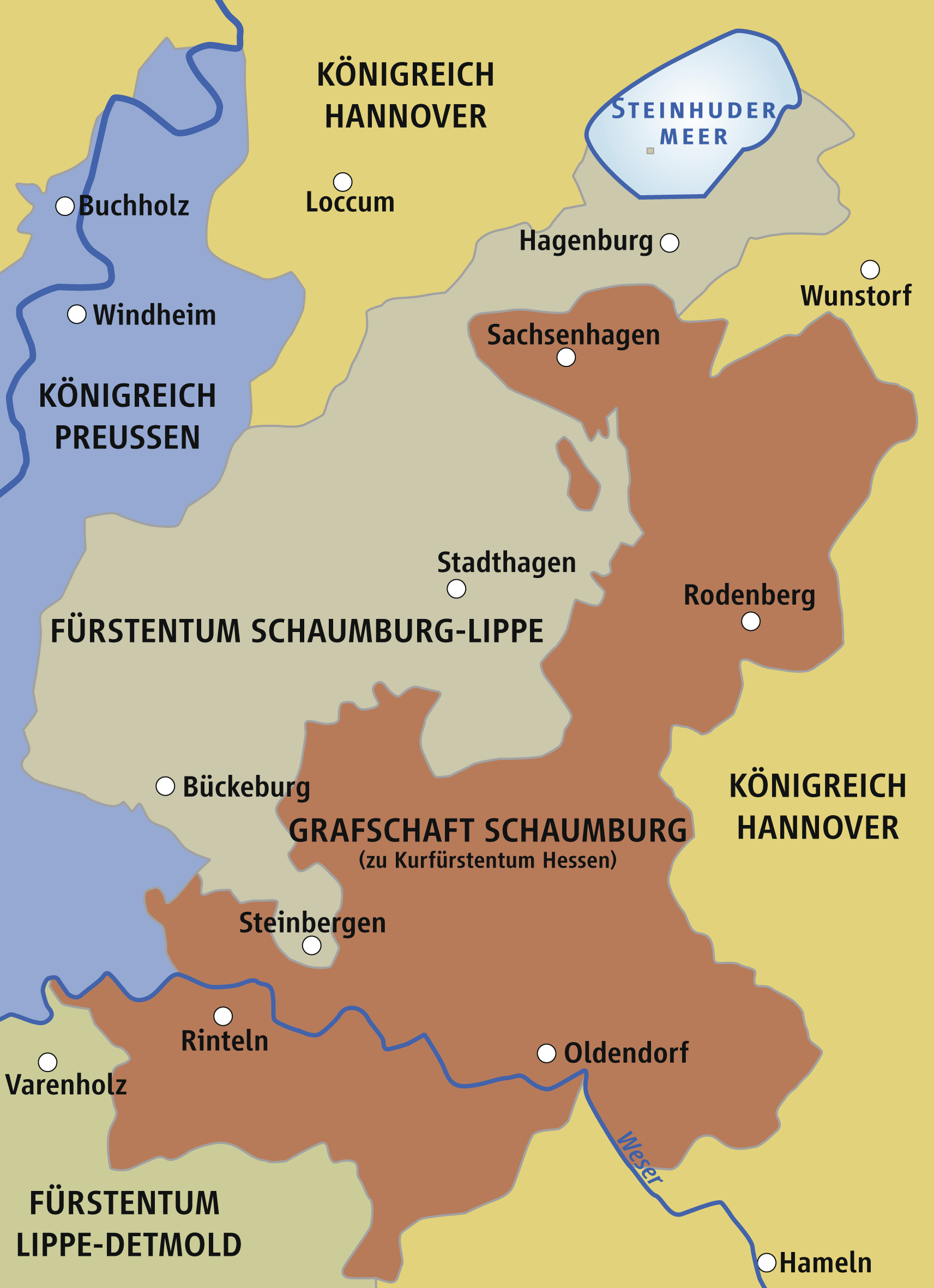
Kaart graafschappen Schaumburg anno 1866

Na het uitsterven van de graven van Schaumburg met graaf Otto V op 15 november 1640 komt een deel van dit graafschap aan de landgraaf van Hessen-Kassel en een ander deel aan Filips van Lippe-Alverdissen, zoon van Simon VI van Lippe. In 1658  erfde Frederik Christiaan uit de linie Schaumburg-Lippe-Bückeburg het vorstendom Lippe, terwijl zijn jongere broer  Filips Ernst uit de linie Schaumburg-Lippe-Alverdissen zijn eigen linie stichtte. Deze zijtak was niet rijksvrij waardoor hij, om niet in een successieoorlog met zijn broer terecht te komen, zich aansloot bij de graven van Lippe-Detmold. In 1709 werd het gebied van het hertogdom Schaumburg-Lippe uitgebreid met een deel van het gebied van Lippe. Filips II Ernst, kleinzoon van Filips Ernst van Lippe slaagde er op dat moment in om het ambt Schieder terug te krijgen. Filips II werd na zijn dood in 1787 opgevolgd door zijn zoon George Willem.

### Geschiedenis
Deze trad op 18 april 1807 toe tot de Rijnbond waarbij hij gelijktijdig de titel van vorst aannam. Van 1806 tot 1838 maakte hij aanspraak op het ambt Blomberg in Lippe. In 1812 werd Alverdissen aan Lippe afgestaan. Het land werd in 1815 lid van de Duitse Bond en kreeg op 15 januari 1816 een grondwet. In het revolutiejaar 1848 gaf de vorst toe aan enkele liberale eisen, maar in 1849 wijzigde hij zijn koers in reactionaire zin door de nieuwe grondwet af te schaffen zonder daarbij de oude te herstellen. In 1837 werd een tolunie met het koninkrijk Hannover gesloten, die op 1 januari 1854 wordt opgenomen in de Zollverein.
George Willems zoon en opvolger Adolf I George stemde op 14 juni 1866 vóór de door Oostenrijk voorgestelde mobilisatie tegen Pruisen, maar sloot zich na de Pruisisch-Oostenrijkse Oorlog bij laatstgenoemd land aan. Het land trad in datzelfde jaar toe tot de Noord-Duitse Bond, sloot in 1867 met Pruisen een militaire conventie en trad in 1871 toe tot het Duitse Keizerrijk. Op 17 november 1868 kwam de vorst na lang onderhandelen met de landsvergadering een nieuwe constitutie overeen, die voorziag in een landdag met vijftien leden, waarvan er tien door de steden en plattelandsdistricten worden aangewezen, een door de adel, clerus en intelligentsia en twee door de vorst. In 1885 doet het koninkrijk Pruisen afstand van zijn aanspraken op het Steinhuder meer.
Toen in 1895 de geesteszieke en kinderloze vorst Alexander de troon van Lippe besteeg, werd Adolf Georges zoon Adolf bij een postuum gepubliceerd decreet van Alexanders voorganger Woldemar tot regent van dit land benoemd. Er brak hierop een conflict tussen de linies Schaumburg-Lippe en Lippe-Biesterfeld over de erfopvolging uit. Uiteindelijk werd dit geschil door een bemiddelingsraad onder leiding van koning Albert van Saksen in het voordeel van het laatste vorstenhuis beslist.

### Bekende telgen
Mario-Max Prince Schaumburg-Lippe heeft in 2010 de nodige media-aandacht weten te verwerven, onder meer door zijn wannabe gedrag en deelname aan het SBS6-programma Coming to Holland: Prins Zoekt Vrouw. Hij deed zich hier voorkomen alsof hij van adel en een echte Duitse prins is, wat in werkelijkheid niet zo is. Mario-Max is slechts geadopteerd door zijn stiefvader Prins Waldemar zu Schaumburg-Lippe. Binnen zijn eigen familie ligt de positie van de jurist zeer gevoelig. Zijn moeder en hij worden niet erkend als leden van het huis Schaumburg-Lippe.

## Bestuurlijke indeling
- Steden Bückeburg en Stadthagen
- Districten Bückeburg, Stadthagen en Hagenburg

## Heersers

### Prinsen van Schaumburg-Lippe
- George William (1807–1860)
- Adolf I George (1860–1893)
- George (1893–1911)
- Adolf II (1911–1918)